# Empoli FC
Empoli Football Club, zkráceně jen Empoli je italský fotbalový klub hrající v sezóně 2024/25 v 1. italské fotbalové lize, sídlící ve městě Empoli v regionu Toskánsko.
Klub byl založen v roce 1920 a většinou ji odehrály ve třetí lize (50 sezon) a 17 sezon v Serii A. Nejlepší umístění bylo 7. místo v sezoně 2006/07 a druhou ligu vyhrály třikrát z 22 sezon. V sezoně 2007/08 hráli v Evropské poháry.

## Změny názvu klubu
- 1921/22 – 1930/31 – Empoli FBC (Empoli Foot-Ball Club)
- 1931/32 – 1935/36 – ASF Empoli (Associazione Sportiva Fascista Empoli)
- 1936/37 – 1937/38 – Dopolavoro Empolese (Dopolavoro Empolese)
- 1938/39 – 1940/41 – Dopolavoro Interaziendale Italo Gambacciani Sezione Calcio (Dopolavoro Interaziendale Italo Gambacciani Sezione Calcio)
- 1941/42 – 1942/43 – AC Empoli (Associazione Calcio Empoli)
- 1943/44 – Empoli FC (Empoli Football Club)

## Získané trofeje

### Vyhrané domácí soutěže
- 2. italská liga ( 3x )

2004/05, 2017/18, 2020/21
- 3. italská liga ( 1x )

1982/83
- 4. italská liga ( 2x )

1960/61, 1962/63

## Soupiska
Aktuální k 30. 1. 2025
| Číslo |             | Pozice | Hráč                     |
| ----- | ----------- | ------ | ------------------------ |
| 2     | Gruzie      | O      | Saba Goglichidze         |
| 3     | Itálie      | O      | Giuseppe Pezzella        |
| 5     | Itálie      | Z      | Alberto Grassi (kapitán) |
| 6     | Skotsko     | Z      | Liam Henderson           |
| 7     | Francie     | O      | Junior Sambia            |
| 8     | Anglie      | Z      | Tino Anjorin             |
| 9     | Itálie      | Ú      | Pietro Pellegri          |
| 10    | Itálie      | Z      | Jacopo Fazzini           |
| 11    | Ghana       | Ú      | Emmanuel Gyasi           |
| 12    | Itálie      | B      | Jacopo Seghetti          |
| 13    | Nový Zéland | O      | Liberato Cacace          |
| 15    | Gruzie      | O      | Saba Sazonov             |
| 16    | Itálie      | Z      | Luca Belardinelli        |
| 17    | Norsko      | Ú      | Ola Solbakken            |

| Číslo |                   | Pozice | Hráč                |
| ----- | ----------------- | ------ | ------------------- |
| 21    | Itálie            | O      | Mattia Viti         |
| 22    | Itálie            | O      | Mattia De Sciglio   |
| 23    | Kolumbie          | B      | Devis Vásquez       |
| 24    | Nigérie           | O      | Tyronne Ebuehi      |
| 27    | Polsko            | Z      | Szymon Żurkowski    |
| 29    | Itálie            | Ú      | Lorenzo Colombo     |
| 32    | Švýcarsko         | Z      | Nicolas Haas        |
| 33    | Itálie            | B      | Marco Silvestri     |
| 34    | Albánie           | O      | Ardian Ismajli      |
| 35    | Itálie            | O      | Luca Marinucci      |
| 93    | Maroko            | O      | Youssef Maleh       |
| 98    | Itálie            | B      | Federico Brancolini |
| 99    | Itálie            | Ú      | Sebastiano Esposito |
|       | Pobřeží slonoviny | Ú      | Christian Kouamé    |

## Historie
V srpnu 1920 se zrodil klub Football Club Empoli a fotbalový oddíl Unione Sportiva Empolese, které se po sporu na turnaji San Miniato sloučily a vznikl tak jeden městský fotbalový celek. Až do konce 2. světové války hrál ve 3. lize a měnil své názvy. 
Název Empoli Foot Ball Club byl přestaven po válce. Sezonu 1945/46 odehrál ve 3. lize, ale díky reorganizaci soutěží byl přijat do 2. ligy. To již klub měl jedinou klubovou barvu: modrou a proto se jim přezdívá Azzurri. Celkem 4 roky hrál ve 2. lize, poté sestoupil a sezonu 1956/57 hrál již ve 4. lize. Dlouhou dobu hrál ve 3. lize (1963/64 až 1982/83). V sezoně 1982/83 vyhrál svou skupinu a po 33 letech postoupil do 2. ligy, kterou hrál do sezony 1985/86, když nahradil potrestanou Vicenzu v nejvyšší lize.
Serii A odehrál dva roky, jenže sestoupil a po roce dokonce do 3. ligy, kterou hrál 7 let. Druhou ligu si zahrál v sezoně 1996/97 a obsadil postupové 2. místo do Serie A. Tu hrál dva roky a pak opět sestoupil. Další postup do Serie A se slavilo po sezoně 2001/02 a 2004/05. V sezoně 2006/07 obsadilo nejlepšího umístění a to 7. místo a zajistil si tak postup do poháru UEFA. Jenže sezona se jim nepovedla. Z poháru vypadlo v 1. kole a v lize se umístilo na sestupovém 18. místě.
Další výhry ve 2. lize se slavilo v sezonách 2017/18 a 2020/21 a od té doby hrají v Serii A.

## Účast v ligách
| Úroveň soutěže | Název soutěže (nynější název) | První hraná sezona | Poslední hraná sezona | celkem odehraných sezon |
| -------------- | ----------------------------- | ------------------ | --------------------- | ----------------------- |
| 1              | Serie A                       | 1986/87            | 2024/25               | 17                      |
| 2              | Serie B                       | 1946/47            | 2020/21               | 22                      |
| 3              | Serie C                       | 1927/28            | 1995/96               | 50                      |
| 4              | Serie D                       | 1926/27            | 1962/63               | 7                       |

Historická tabulka Serie A od sezony 1929/30 do 2022/23.
| Celkové místo | Odehraných sezon | Celkem bodů | Celkem zápasů | Celkem výher | Celkem remíz | Celkem proher | Celkové skore |
| ------------- | ---------------- | ----------- | ------------- | ------------ | ------------ | ------------- | ------------- |
| 26            | 16               | 581         | 576           | 147          | 161          | 268           | 571:846       |

## Fotbalisté

### Historické statistiky
| Počet utkání | Počet utkání      | Počet utkání |  | Počet branek | Počet branek      | Počet branek |
| Pořadí       | Jméno             | Počet        |  | Pořadí       | Jméno             | Počet        |
| 1.           | Davide Moro       | 325          |  | 1.           | Francesco Tavano  | 120          |
| 2.           | Francesco Tavano  | 311          |  | 2.           | Massimo Maccarone | 101          |
| 3.           | Antonio Buscè     | 297          |  | 3.           | Carlo Castellani  | 61           |
| 4.           | Ighli Vannucchi   | 280          |  | 4.           | Antonio Di Natale | 55           |
| 5.           | Massimo Maccarone | 280          |  | 5.           | Francesco Caputo  | 52           |

### Rekordní přestupy
| Nákup  | Nákup                 | Nákup     | Nákup    | Nákup         |  | Prodej | Prodej              | Prodej    | Prodej    | Prodej         |
| Pořadí | Jméno                 | sezona    | klub     | částka        |  | Pořadí | Jméno               | sezona    | klub      | částka         |
| 1.     | Antonino La Gumina    | 2018/2019 | Palermo  | 9 mil. Euro   |  | 1.     | Guglielmo Vicario   | 2020/2021 | Tottenham | 18,5 mil. Euro |
| 2.     | Guglielmo Vicario     | 2022/2023 | Cagliari | 8,5 mil. Euro |  | 2.     | Ismaël Bennacer     | 2019/2020 | Milán     | 17,2 mil. Euro |
| 3.     | Sebastian Walukiewicz | 2023/2024 | Cagliari | 4,5 mil. Euro |  | 3.     | Hamed Junior Traorè | 2021/2022 | Sassuolo  | 16 mil. Euro   |
| 4.     | Leonardo Mancuso      | 2019/2020 | Juventus | 4,5 mil. Euro |  | 4.     | Mattia Viti         | 2022/2024 | Nice      | 13 mil. Euro   |
| 5.     | Andrea La Mantia      | 2020/2021 | Lecce    | 4,5 mil. Euro |  | 5.     | Kristjan Asllani    | 2023/2024 | Inter     | 10 mil. Euro   |

### Na velkých turnajích

#### Účastníci Mistrovství Evropy
- Piotr Zieliński (ME 2016)
- Sebastian Walukiewicz (ME 2024)
- Bartosz Bereszyński (ME 2024)
- Etrit Berisha (ME 2024)
- Ardian Ismajli (ME 2024)
- Răzvan Marin (ME 2024)

#### Účastník Copa América
- Marcelo Zalayeta (CA 1999)

#### Vítěz Afrického poháru národů
- Ismaël Bennacer (APN 2019)

#### Účastníci Afrického poháru národů
- Ibrahim Abdul Razak (APN 2003)
- Afriyie Acquah (APN 2019)

#### Účastníci Olympijských her
- Mark Bresciano (OH 2000)
- Ignazio Abate (OH 2008)

## Česká stopa

### Hráč
- Tomáš Čvančara (2019 – Juniorka)